# گولدبک
گولدبک (به آلمانی: Goldbeck) یک شهر در آلمان است که در Stendal واقع شده‌است. گولدبک ۱٬۶۱۰ نفر جمعیت دارد.